# Sárgafejű királyka
A sárgafejű királyka (Regulus regulus) a verébalakúak rendjébe és a királykafélék (Regulidae) családjába tartozó faj. Európa legkisebb madara.
Luxemburg nemzeti madara.

## Előfordulása
Európa mérsékelt övi területein és Ázsia területén fészkel. Rövidtávú vonuló, az északi részekről délebbre vonul. Lucfenyvesekben él, de vonulásai időszakban a lomberdőkben is megjelenik.

## Alfajai
- Regulus regulus regulus
- Regulus regulus anglorum
- Regulus regulus azoricus
- Regulus regulus buturlini
- Regulus regulus coatsi
- Regulus regulus himalayensis
- Regulus regulus hyrcanus
- Regulus regulus inermis
- Regulus regulus interni
- Regulus regulus japonensis
- Regulus regulus sanctae-mariae
- Regulus regulus sikkimensis
- Regulus regulus tristis
- Regulus regulus yunnanensis

## Megjelenése
Testhossza 9 centiméter, szárnyfesztávolsága 13–16 centiméter, testtömege pedig 4–7 gramm. Háta olajzöld, alsóteste szürke, fején sárga vagy narancssárga csík van.
|  |  |

## Életmódja
Pókokkal, levéltetvekkel, poloskákkal és kabócalárvákkal táplálkozik, melyeket a sűrű lombkoronában keresgél. Télen az úgynevezett vegyescsapatokban például a cinegékhez társul.

## Szaporodása
A tojó lucfenyők ágaira mohából és pókhálóból építi fészkét, melynek elkészítése 2-3 hétig is eltart. A fészek olyan kicsi, hogy éppen elférnek benne a fiókák. Fészekalja 7-10 tojásból áll. A költési időszak 15-16 napig tart, és csak a tojó kotlik. A kikelt fiókákat a hím gondozza, miközben a tojó már elkezdi építeni a következő fészket a második fészekaljhoz.

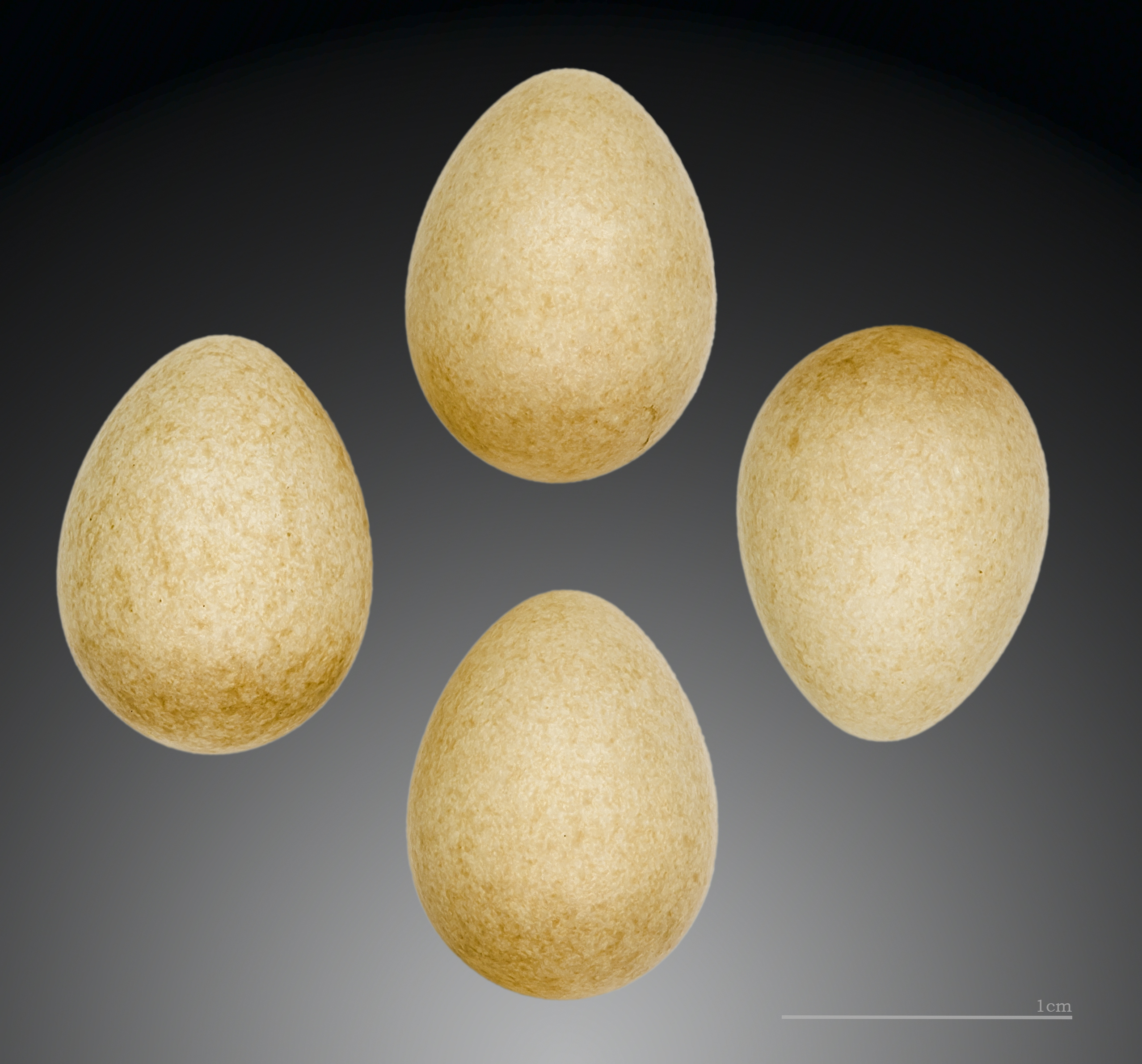
Regulus regulus regulus
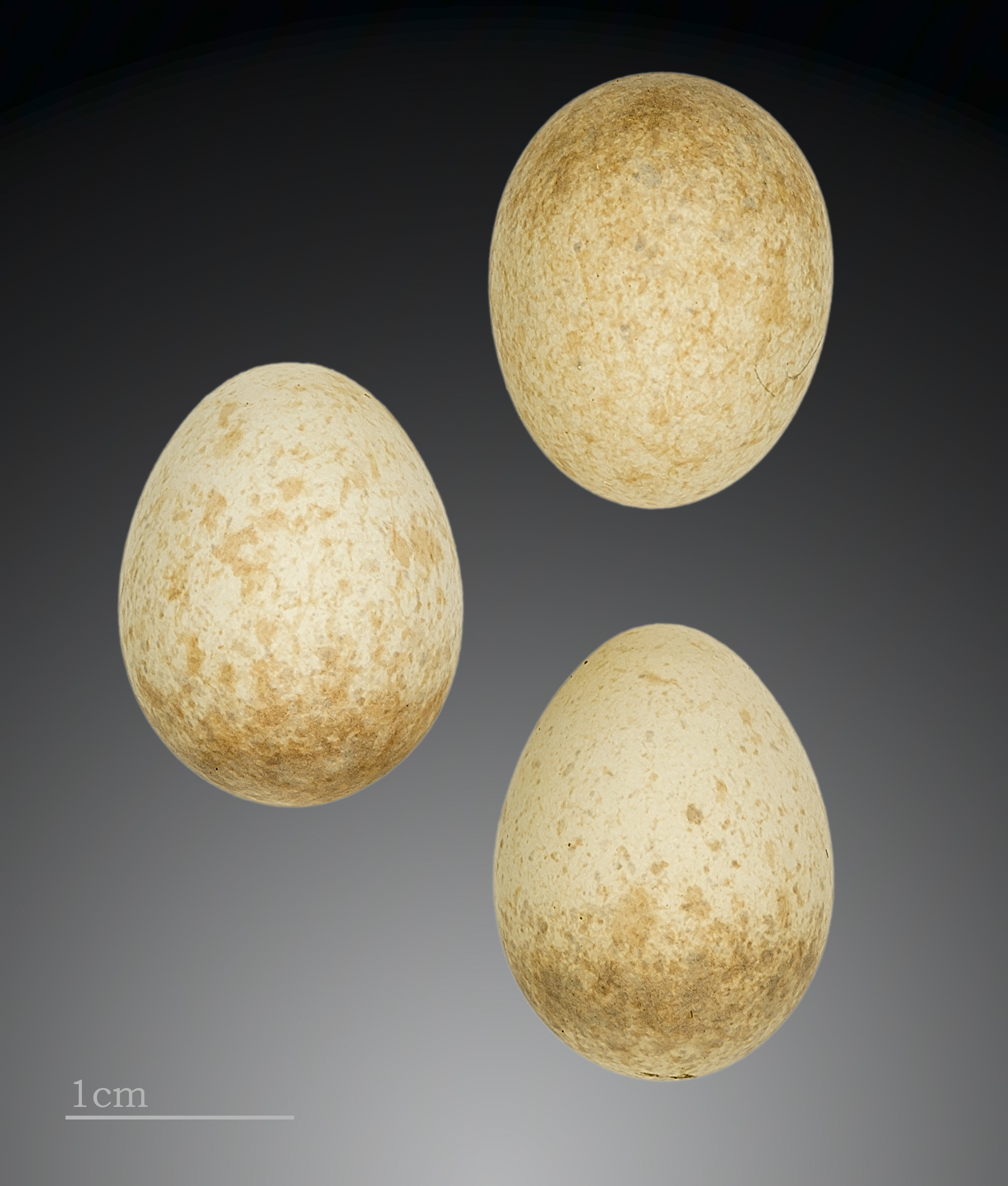
Regulus regulus azoricus
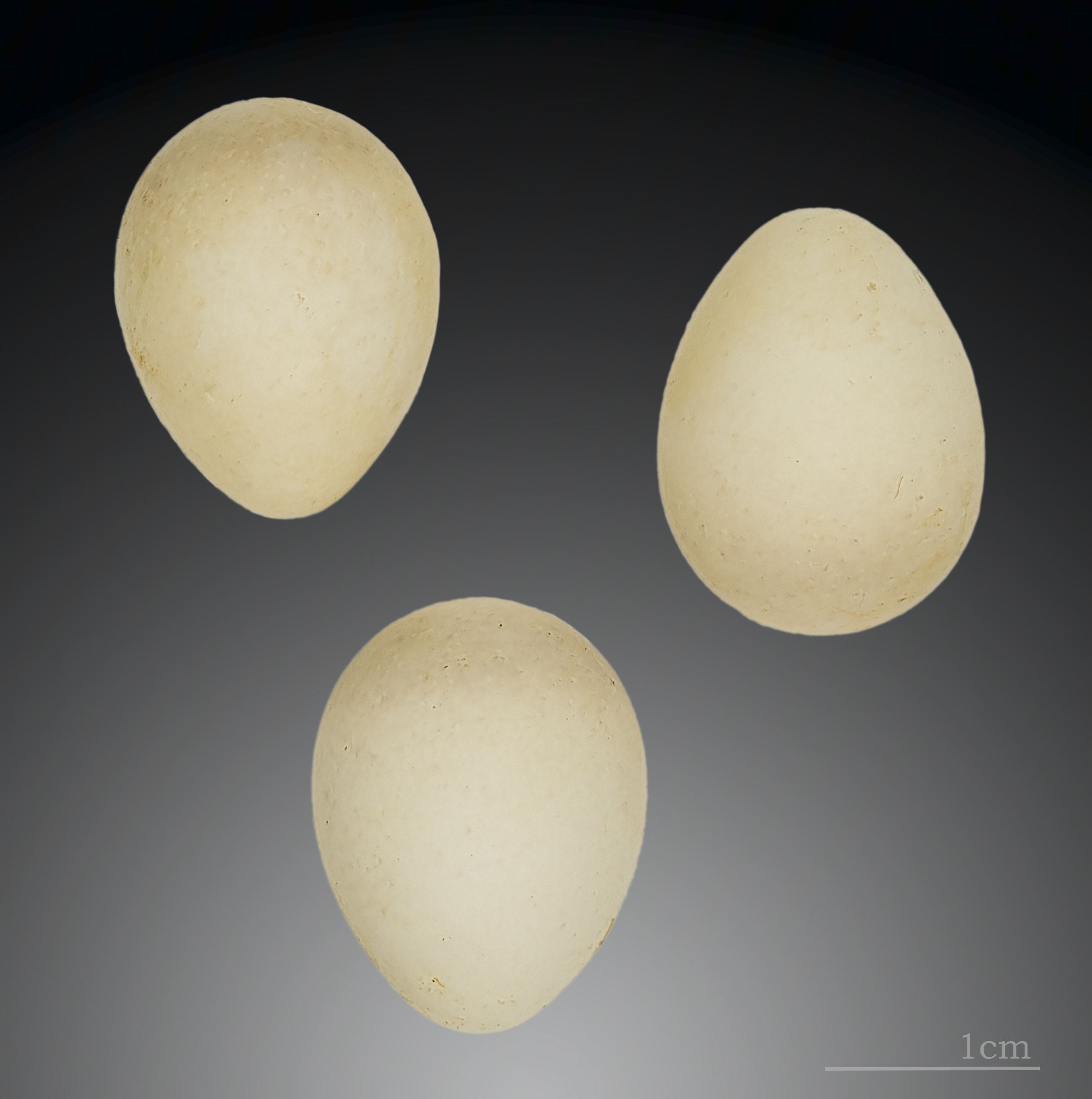
Regulus regulus inermis
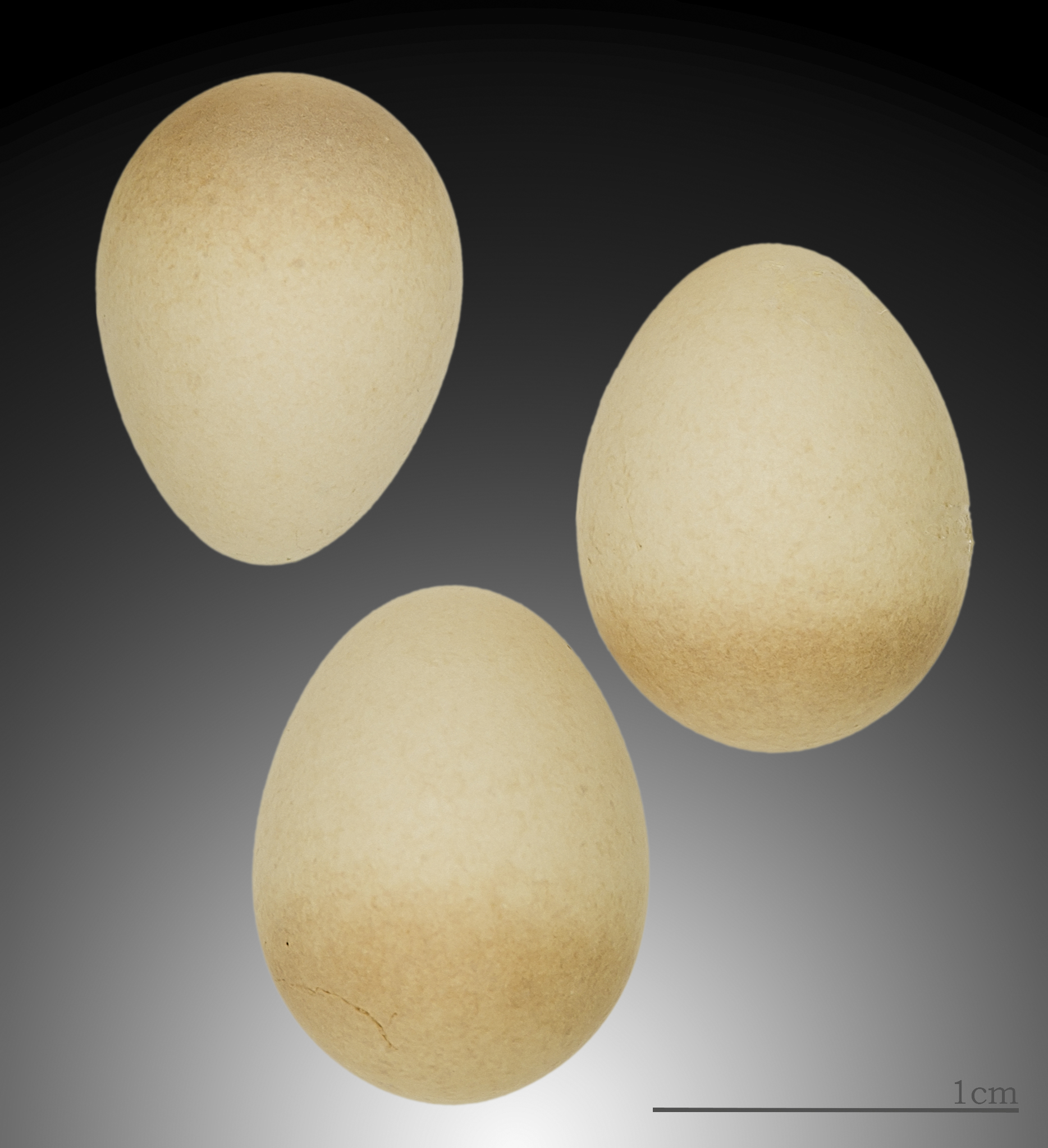
Regulus regulus teneriffae

## Kárpát-medencei előfordulása

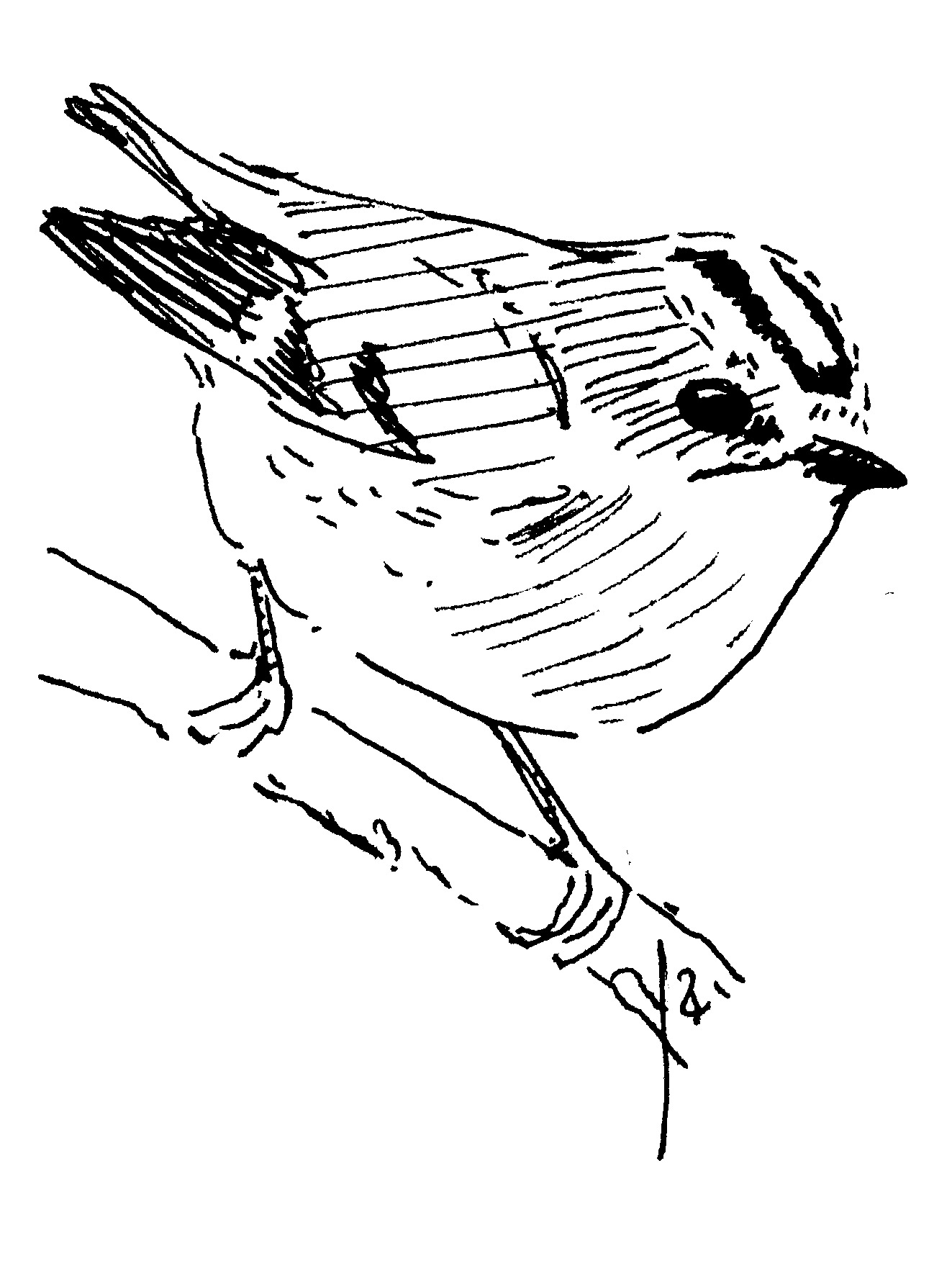

Magyarországon rendszeres, de ritka fészkelő, főleg az Alpokalja és az Északi-középhegység öreg lucosaiban. Vonuláskor azonban nagyobb számban is megjelenik.

## Védettsége
A faj szerepel a Természetvédelmi Világszövetség listáján, de még mint nem fenyegetett. Európában biztos állományú fajként tartják nyilván. Magyarországon védett, természetvédelmi értéke 25 000 Ft.